# Lantingji Xu

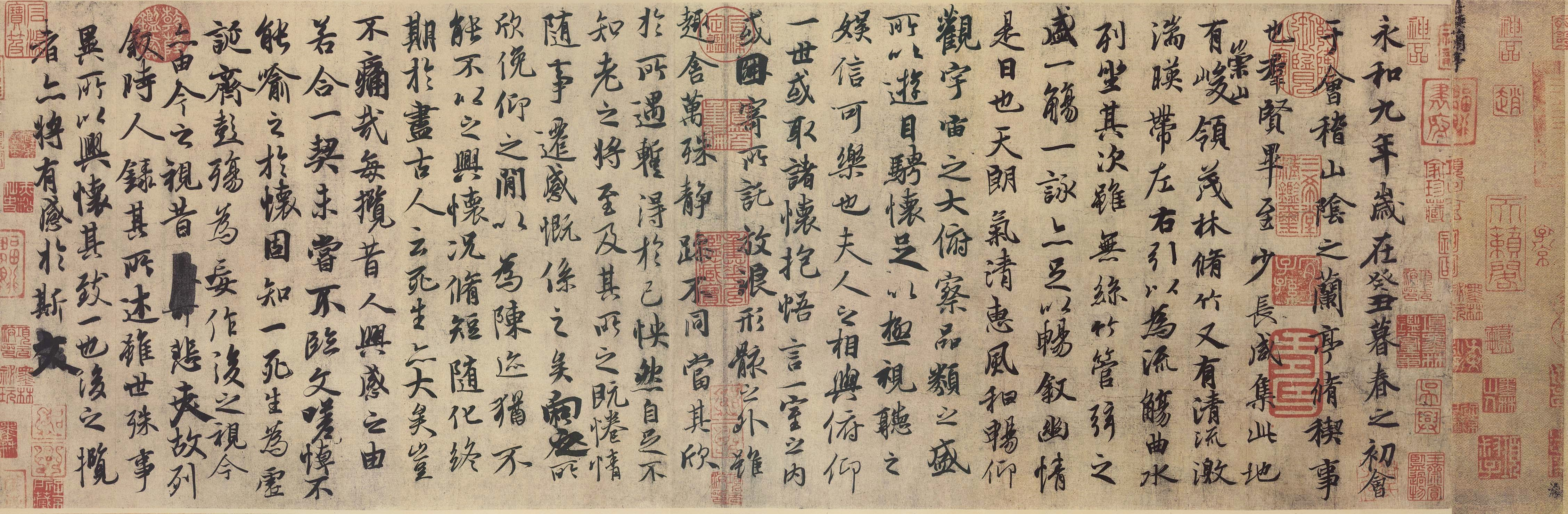
Kopia av Lantingji Xu utställd i Förbjudna staden i Peking.

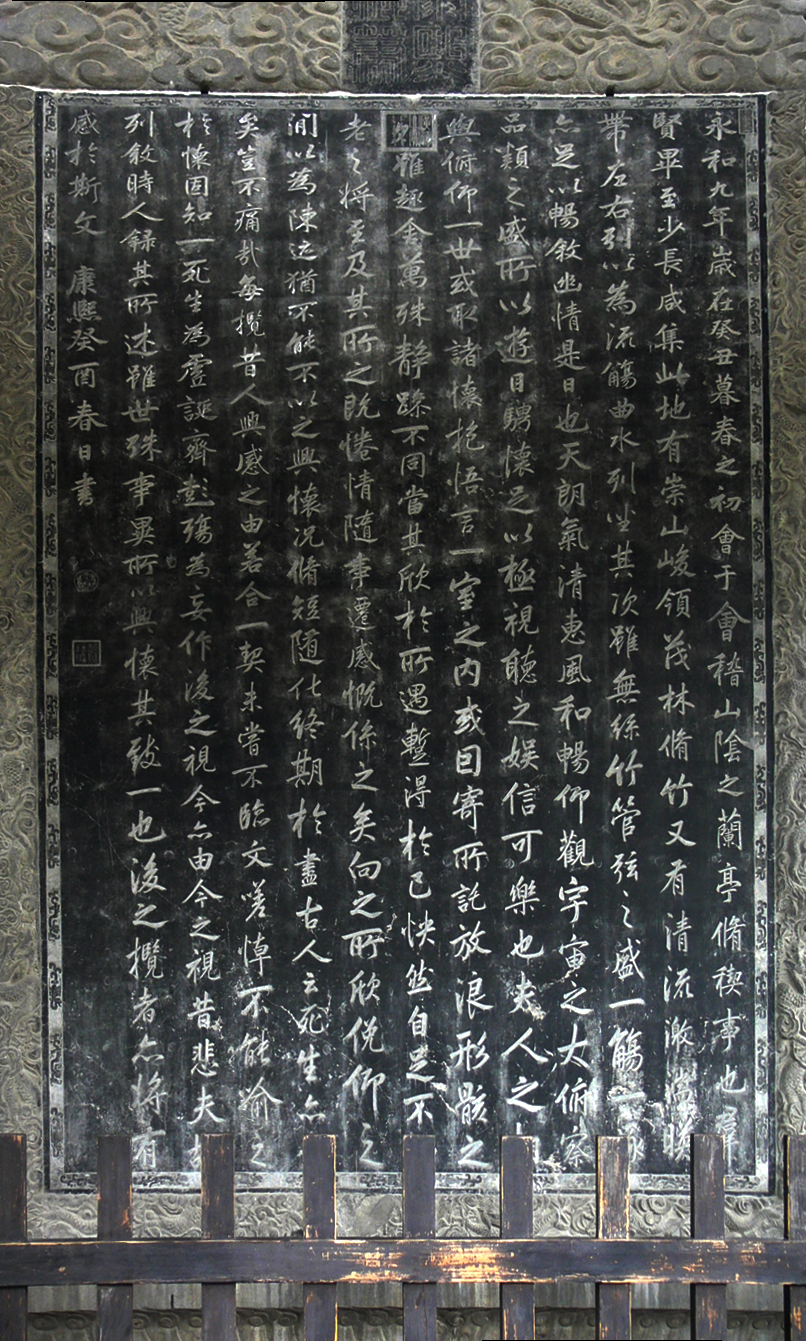
Kopia av Lanting Xu utförd av kejsar Kangxi under Qingdynastin.

Lantingji Xu eller Orkidepaviljongens förord (兰亭集序; Lántíngjí Xù) är ett kinesiskt kalligrafiverk målat år 353 e.Kr. av Wang Xizhi. Det är idag inte känt var originalet finns, men det är tänkbart att verket är begravt i Qianling utanför Xi'an. Lantingji Xu är utfört i semikursiv skrift och består av 324 skrivtecken i 28 kolumner. Lantingji Xu är sannolikt världens mest kända kalligrafiverk.
Enligt historiska källor beordrade Tangdynastins kejsar Taizong (r. 627–649) i sitt testamente att Lantingji Xu skulle begravas tillsammans med honom i Zhaoling. Lantingji Xu skulle placeras under kejsares huvud som kudde. Den militära kommissionären Wen Tao plundrade Zhaoling efter att Tangdynastin hade fallit under Senare Liangdynastin, men i listan över stöldgods nämns inte Lantingji Xu. Eventuellt gick Lantingji Xu i arv till kejsar Taizongs son kejsar Gaozong (r. 649–683). I så fall blev Lantingji Xu sannolikt placerat i graven Qianling utanför Xi'an där kejsar Gaozong är begravd tillsammans med kejsarinnan Wu Zetian. Qianling tros aldrig ha blivit plundrad, och är inte öppnad.